# Кюуярві
Кюуярві (фін. Kyyjärvi) — громада в провінції Центральна Фінляндія, Фінляндія. Загальна площа території —  469,62 км, з яких 21,39 км² — вода.

## Демографія
На 31 січня 2011 в громаді Кюуярві проживають 1504 чоловік: 764 чоловіків і 740 жінок.
Фінська мова є рідною для 99,2% жителів, шведська — для 0,07%. Інші мови є рідними для 0,73% жителів громади.
Віковий склад населення:
- до 14 років —  14,96%
- від 15 до 64 років —  60,7%
- від 65 років — 24,6%

Зміна чисельності населення за роками:  
| Рік  | Чисельність |
| ---- | ----------- |
| 1980 | 1952        |
| 1990 | 1996        |
| 2000 | 1793        |
| 2010 | 1508        |
| 2011 | 1504        |